# Lužany, Hradec Králové
Lužany là một làng thuộc huyện Hradec Králové, vùng Královéhradecký, Cộng hòa Séc.